# Делень (Клуж)
Делень, Делені (рум. Deleni) — село у повіті Клуж в Румунії. Входить до складу комуни Петрештій-де-Жос.
Село розташоване на відстані 307 км на північний захід від Бухареста, 19 км на південь від Клуж-Напоки.

## Населення
За даними перепису населення 2002 року у селі проживали 278 осіб, з них 277 осіб (99,6%) румунів. Усі жителі села рідною мовою назвали румунську.